# Micronemobius punctatus
Micronemobius punctatus är en insektsart som beskrevs av Sigfrid Ingrisch 1987. Micronemobius punctatus ingår i släktet Micronemobius och familjen syrsor. Inga underarter finns listade i Catalogue of Life.